# Вулиця Гетьмана Сагайдачного (Херсон)
Вулиця Гетьмана Сагайдачного — вулиця в Корабельному районі міста Херсон.

## Розташування
Починається від вулиці Старообрядинської, прямує на північний захід, до перетину з вулицями Староколодязною та Бориса Мозолевського.
Перетинається з вулицями Театральною, Пилипа Орлика, Преображенською, Ярослава Мудрого, Бєлінського, Канатною, Маяковського, Кузнецькою та Ілька Борщака.
Довжина вулиці — 914 метрів.

## Історія
Попередні назви — Румянцевська, Грязна, 2-га Форштадтська, Привозна, Урицького, Михайловича.
Вулиця виникла з початком будівництва міста Херсон, наприкінці XVIII століття. Тоді вулиця була крайньою західною. Довгі роки потім вона відділяла центральну частину передмістя від околиць. Містобудівне значення вулиці полягало не тільки в цьому, а й у оформленні ринкової площі «Привоз», центром якої сьогодні є собор Святого Духа. Ця площа була взагалі прикордонною для культурного центру міста. За нею починалися квартали бідніших херсонців з забудовою окремо розташованих одноповерхових будиночків з садками, з воротами, та й з більш вузькими вуличками.
Через недоглянутість самого ринку «Привоз», в першій половині XIX століття, ця вулиця отримала назву Брудна. Назва, між тим, звична для міст тих років. Але вже до кінця XIX століття становище стало змінюватися. У 1896 році вибралася з «невилазного бруду» і Привозна площа, що порушило думку змінити неприємну назву вулиці. Наступна назва Румянцевська проіснувала зовсім недовго — не більше 10 років.
В 1919 році її назвали вулицею Урицького, в 1922 році назвали Привозною, а в 30-х роках — Михайловича.
Однією з найчудовіших пам'яток вулиці була Преображенська церква, побудована в 1806 році. Вона постраждала під час німецько-радянської війни, і її розібрали. Для посилення антирелігійної боротьби в місті, на місці Преображенської церкви був побудований спортзал достатньої висоти, щоб закрити нещодавно відкритий головний фасад Святодухівської церкви. Раніше, вулиця Гетьмана Сагайдачного з'єднувалася з вулицею Грецькою, поки між ними не було створено сквер Діви Марії.
Ця ділянка вулиці була одним з найкрасивіших куточків Херсона. Адже крім самого католицького костелу, по сусідству були чотири інших чудових по архітектурі пам'ятника. Перший — так званий будинок віце-адмірала Сенявіна (кінця XVIII століття), який вже протягом століття, незважаючи на загальновизнану цінність, знаходиться в занедбаному стані. Другий — примітний особняк через перехрестя по діагоналі. Побудований в 1910-х роках в великовагових архітектурних формах з кутовою підвищеною ротондою. Фасади прикрашали великі вази. Від будинку залишилися самі стіни. Третій — всім відома Грязелікарня, в минулому — Товариство взаємного кредиту. Його кутову ротонду зі скульптурами на фронтоні не помітити з вулиці Суворова просто неможливо. І, нарешті, четвертий пам'ятник — будинок Сербінова на південно-східному розі вулиць Суворова та Гетьмана Сагайдачного. Ця чудова триповерхова будівля, тонко витримана в стилі модерн, є однією з найяскравіших представників цього стилю в Херсоні. У будівлі зараз знаходиться Обласний кардіологічний диспансер.
19 лютого 2016 року отримала, у відповідности до розпорядження Херсонського міського голови, нову назву — вулиця Гетьмана Сагайдачного.

## Установи
- Херсонське УВП УТОС — буд. № 18 А;
- Загальноосвітня школа № 14 — буд. № 20[4];
- Казенне експериментальне протезно-ортопедичне підприємство — буд. № 20[5]
- Дитячий садок № 14 — буд. № 38.

### Школа №14

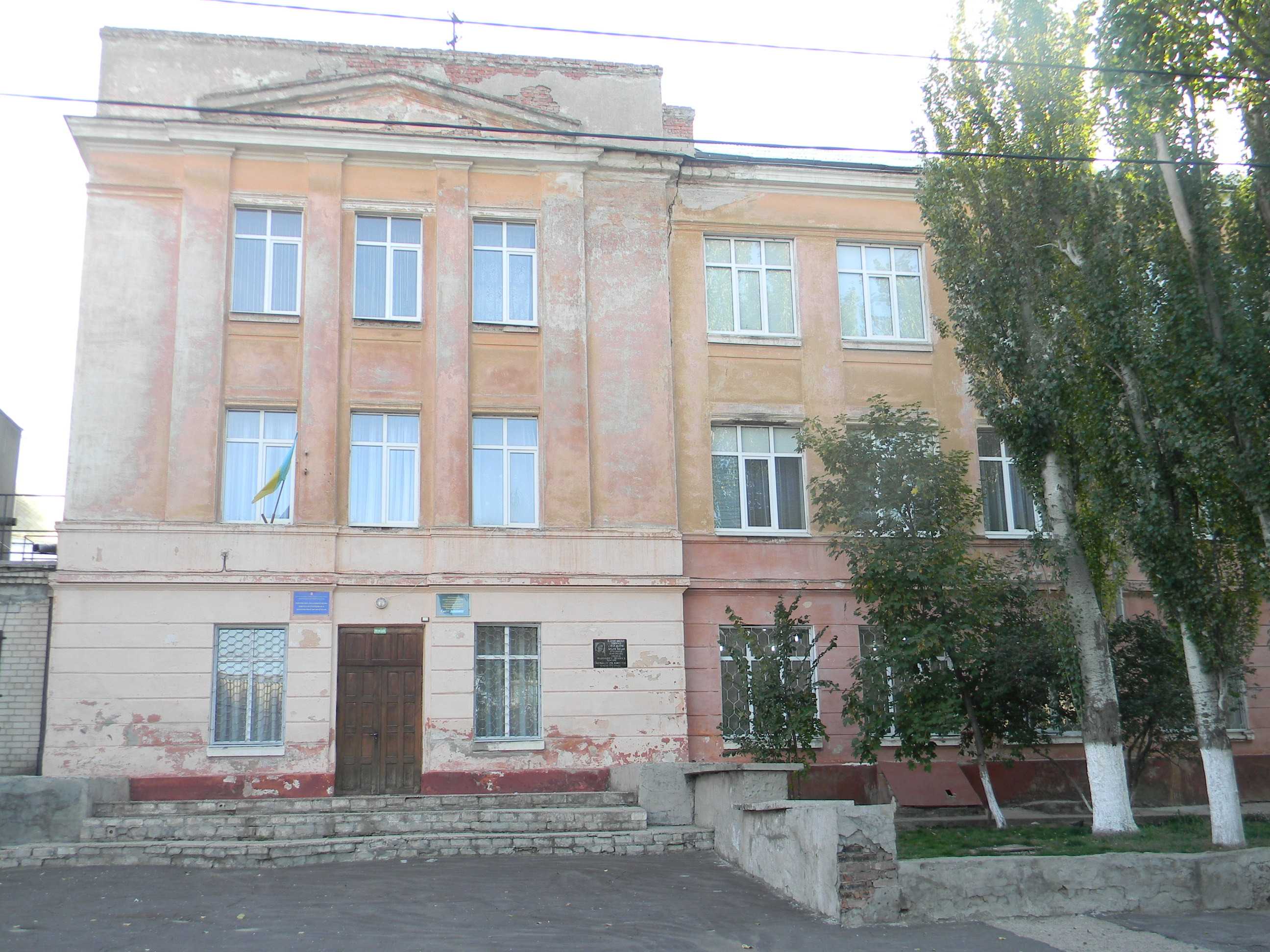
школа № 14

Загальноосвітня школа I—II ступенів № 14‬ була побудована за типовим проєктом № 111 у 1937 році. 21 червня 1941 року відбувся перший випуск. В 1940-х роках в будівлі розміщувався німецький офіцерський гарнізонний госпіталь. В цій школі навчалась дев'ятиразова олімпійська чемпіонка зі спортивної гімнастики Лариса Латиніна.